# 吴和光
吴和光（1910年—？），男，四川重庆人，中国外科学家，曾任华西医科大学教授、博士生导师。